# 沃尔多 (阿拉巴马州)
沃尔多（英文：Waldo），是美国阿拉巴马州下属的一座城市。面积约为2.81平方英里（约合7.28平方公里）。根据2010年美国人口普查，该市有人口283人，人口密度为100.68/平方英里（约合38.87/平方公里）。